# Don Kulick
Don Kulick je antropolog na New York University (Ph.D. Stockholm).
Zabývá se vztahem jazyka a sexuality, problematikou homosexuality a etnologií. Popsal mentalitu a sociální podmínky prostituujících transvestitů v Brazílii a jazykový kontakt v papuánské vesnici Gapun, kde se navzdory silnému vlivu kreolštiny Tok Pisin stále mluví izolovaným jazykem Taiap.

## Vybrané publikace
- Cameron, Deborah and Don Kulick, eds. 2003. Language and Sexuality. Cambridge: Cambridge University Press.
- Cameron, Deborah and Don Kulick, eds. 2006. The Language and Sexuality Reader. London: Routledge.
- Kulick, Don and Anne Meneley, eds. 2005. Fat: The Anthropology of an Obsession. New York: Jeremy P. Tarcher/Penguin.
- Kulick, Don and Margaret Willson, eds. 1995.  Taboo: Sex, Identity, and Erotic Subjectivity in Anthropological Fieldwork. London: Routledge.
- Kulick, Don. 1992. Language Shift and Cultural Reproduction: Socialization, Self, and Syncretism in a Papua New Guinean Village. Cambridge: Cambridge University Press ISBN 0-521-59926-1
- Kulick, Don. 1998. Travesti: Sex, Gender and Culture among Brazilian Transgendered Prostitutes. Chicago: University of Chicago Press.
- Kulick, Don. 2005. Queersverige [Queer Sweden]. Stockholm: Natur och Kultur.